# Why Are You Like This?
Why Are You Like This? est une série télévisée comique australienne diffusée pour la première fois sur ABC en novembre 2018. Elle est disponible en France depuis le 16 avril 2021 sur la plateforme Netflix,.

## Synopsis
Trois bons amis d'une vingtaine d'années gèrent travail, plaisir, politiques identitaires et nuits de folie dans cette satire incisive de la vie des jeunes à Melbourne.

## Distribution
- Naomi Higgins (VF : Geneviève Doang) : Penny
- Olivia Junkeer (VF : Alice Orsat) : Mia
- Wil King (VF : Rémi Caillebot) : Austin
- Lawrence Leung : Daniel
- Shabana Azeez : Samara
- Rik Brown (VF : Stéphane Pouplard) : Richard

 Source et légende : version française (VF) sur RS Doublage

## Épisodes
1. I Love Gay
2. The Pressures of Late Capitalism
3. D*ck or P*ssy of Colour
4. Hey Rich Baby
5. The Infinite Mercy of God
6. I Will Not Speak for the Entire Queer Community